# Arkadij Sawczenko
Arkadij Markowicz Sawczenko (ros. Аркадий Маркович Савченко, ur. 6 kwietnia 1936 w Witebsku, zm. 6 lipca 2004 w Mińsku) – radziecki i białoruski śpiewak operowy (baryton). Ludowy Artysta Białoruskiej SRR (1976).
W 1960 roku ukończył Konserwatorium Moskiewskie. Był solistą Białoruskiego Teatru Opery i Baletu w Mińsku. Pochowany na cmentarzu Wschodnim w Mińsku.

## Odznaczenia
- Zasłużony Artysta Białoruskiej SRR
- Ludowy Artysta Białoruskiej SRR
- Ludowy Artysta ZSRR (1985)